# Anthony Gigliotti
Anthony Gigliotti   (13 de maig de 1922 - 3 de desembre de 2001) va ser un clarinetista i professor de música estatunidenc. Va ser un dels intèrprets de clarinet clàssic més famosos i amb més èxit del món durant la major part de la segona meitat del segle xx.
El seu pare, Joseph Gigliotti, també era un solista i professor de clarinet conegut. Després d'estudiar amb el seu pare, Anthony Gigliotti va ingressar a l'Curtis Institute of Music cap al 1939. A Curtis, va estudiar amb Daniel Louis Bonade des del 1939 fins al 1942. Després de servir a la Segona Guerra Mundial, Gigliotti es va graduar al Curtis el 1946. El 1946-1949, va tocar a lOrquestra del Ballet Rus de Montecarlo i el 1948-1949 amb la Little Orchestra Society de Nova York. A la tardor de 1949, es va unir a lOrquestra de Filadèlfia com a clarinet principal i va complir 47 anys fins al final de la temporada 1995-1996.
A més de ser professor de llarga durada a l'Institut Curtis, Gigliotti també va ensenyar a la Universitat de Temple. El 1998, Gigliotti va començar a ensenyar al "Peabody Conservatory de Baltimore". El seu fill Mark Gigliotti es va unir a lOrquestra de Filadèlfia la temporada 1982-1983 i ha estat co-fagot principal de lOrquestra de Filadèlfia de 1999 a l'actualitat. Anthony Gigliotti va morir a Camden, Nova Jersey (havia viscut a prop de Cherry Hill, Nova Jersey).
Després d'Anthony Gigliotti, lOrquestra de Filadèlfia va passar diversos anys sense trobar un clarinet principal amb qui estigués satisfet. El primer que va seguir Gigliotti va ser Burt Hara.